# Sinalização de trânsito na Alemanha
Este painel de sinais de trânsito na Alemanha mostra uma seleção dos mais importantes símbolos oficiais de trânsito do país, utilizados desde 2009. Estes sinais estão atualmente sob revisão pelo Instituto Federal de Pesquisas Rodoviárias da Alemanha devido aos regulamentos de trânsito recentemente introduzidos a partir de 1 de abril de 2013. Os números e as designações dos sinais são baseados na especificação oficial.

## Símbolos de acordo com o § 39 do Código de Trânsito da Alemanha (StVO)

Automóveis de passageiros e outros veículos a motor
Automóveis com peso superior a 3,5 toneladas de massa, incluindo reboques e tratores, além dos automóveis de passageiros e ônibus
Ciclistas
Pedestres
Cavaleiros
Circulação de animais
Bondes
Ônibus
Carros
Automóveis de passageiros com reboque
Caminhões com reboque
Veículos que não podem conduzir a mais de 25 km/h
Motociclos com carro lateral, ciclomotores e scooters
Ciclomotores
Veículos de tração animal

Sinais de perigo no apêndice 1 do § 40 do Código de Trânsito da Alemanha (intervalo de números do 100 ao 199)

101
Perigo[nota 1]
102 Cruzamento ou entroncamento com direito de passagem ao tráfego à direita
103-10 Curva à esquerda
103-20 Curva à direita
105-10 Curva dupla (primeira à esquerda)
105-20 Curva dupla (primeira à direita)
108-50 Declive (o grau da descida é mostrado; prepare-se para reduzir a marcha)
110-50 Aclive (o grau da subida é mostrado)
112 Estrada acidentada
114 Risco de derrapagem em estradas molhadas ou com sujeira (evite mudanças bruscas de velocidade ou de direção)
117 Vento cruzado forte (prepare-se para ajustar a direção caso necessário e evite passar)
120 Estreitamento da via
121-10 Estreitamento da pista à direita
121-20 Estreitamento da pista à esqueda
123 Canteiro de obras
124 Congestionamento
125 Duplo sentido de circulação
131 Sinais de trânsito à frente (esteja preparado para parar)
133 Pedestres (marca uma área geral onde pedestres caminham próximos ou sobre a via)
136 Preste atenção nas crianças (marca áreas próximas de escolas e parques infantis; adverte para reduzir a velocidade e estar preparado para parar rapidamente)
138 Travessia de bicicleta
142 Travessia de animais silvestres (esteja preparado para parar ou desviar repentinamente)
151 Cruzamento de linha férrea
156 Cruzamento de linha férrea a aprox. 240 metros à frente[nota 2]
159 Cruzamento de linha férrea a aprox. 160 metros (uma distância diferente pode ser mostrada no sinal se for o caso)
162 Cruzamento de linha férrea a aprox. 80 metros (uma distância diferente pode ser mostrada no sinal se for o caso)

## Sinais de regulamentação no apêndice 2 do § 41 do Código de Trânsito da Alemanha (intervalo de números do 200 ao 299)

201 Travessia ferroviária ou Cruz de Santo André (instalada no cruzamento; deve-se parar se um trem estiver se aproximando)
205 Dê passagem (deve-se dar prioridade ao tráfego da interseção)
206 Pare! Dê passagem
208 Prioridade de tráfego em sentido contrário
209-20 Direção obrigatória (todo o tráfego deve virar à direita)
209-30 Direção obrigatória (todo o tráfego deve continuar em frente)
211 Direção obrigatória (todo o tráfego deve virar à direita neste ponto)
214 Direção obrigatória (todo o tráfego deve continuar em frente ou virar à direita, somente)
215 Preferência para a rotatória (trânsito na rotatória tem direito de passagem)
220 Rua de sentido único
222 Passagem à direita (todo o tráfego deve manter a direita)
223.1 Permitido trafegar no acostamento
223.2 Fim do acostamento
223.3 Fim da permissão para trafegar no acostamento; conduza-se à pista à esquerda
224 Parada de bondes e ônibus
229 Ponto de táxi
237 Somente bicicletas
238 Somente cavalos
239 Somente pedestres
240 Somente pedestres e ciclistas (ambos podem usar todo o percurso)
241-30 Somente pedestres e ciclistas (pedestres e ciclistas devem manter o lado indicado no caminho)
242.1 Área de pedestres (todas as ruas adjacentes estão incluídas até a marcação do fim desta área)
242.2 Fim da área de pedestres
244.1 Rua de bicicletas (marca a entrada de uma rua designada para bicicletas)
244.2 Término da rua de bicicletas
245 Corredores de ônibus
250 Estrada fechada (todos os veículos são proibidos)
251 Proibido o tráfego de veículos a motor (exceto os motociclos e ciclomotores)
253 Proibido o tráfego de veículos com mais de 3,5 t
254 Proibido o tráfego de bicicletas
255 Proibido o tráfego de motocicletas (com ou sem carro lateral, ciclomotores scooters)
256 Proibido o tráfego de ciclomotores
258 Proibido cavalgar
259 Proibida a circulação de pedestres
260 Proibição múltipla (todos os veículos a motor, incluindo motociclos e ciclomotores, estão proibidos)
261 Proibido o transporte de cargas perigosas
262 Limite de peso (veículos com peso real excedente ao limite indicado estão proibidos)
263 Limite de peso do eixo (veículos que excedam o peso indicado em qualquer eixo estão proibidos)
264 Distância horizontal (veículos, incluindo cargas, maiores que a largura indicada estão proibidos)
265 Distância vertical (veículos, incluindo cargas, maiores do que a altura indicada estão proibidos)
266 Restrição de comprimento (veículos, incluindo cargas, maiores do que o comprimento indicado estão proibidos)
267 Não entre
268 Uso obrigatório de pneus de neve ou de correntes nos pneus (aplica-se um limite de velocidade de 50 km/h)
269 Proibida o transporte de poluentes da água (veículos que transportem mais de 3000 litros de poluentes da água são proibidos)
270.1 Zona de restrição de tráfego para a redução da poluição do ar (são permitidos somente os veículos que apresentem um dos adesivos coloridos indicando a inspeção das emissões)
270.2 Fim da zona de restrição de tráfego para a redução da poluição do ar
272 Proibido retornar
273 Distância mínima (veículos com peso bruto superior a 3,5 t são obrigados a manter a distância mínima indicada)
274-60 Velocidade máxima
274.1 Zona de limite de velocidade (aplica-se às entradas para um bairro onde o limite de velocidade indicado é aplicável a todas as ruas até a indicação do "Fim da zona de limite de velocidade")
274.2 Fim da zona de limite de velocidade
275 Limite de velocidade mínima[nota 3]
276 Proibido ultrapassar (outros veículos, exceto bicicletas, ciclomotores e motocicletas)
277 Proibido ultrapassar conduzindo veículos com mais de 3,5 t.
278 Fim do limite de velocidade
279 Fim do limite mínimo de velocidade
280 Fim da zona de proibição de ultrapassagem
281 Fim da zona de proibição de ultrapassagem para veículos com mais de 3,5 t
282 Fim de todas as restrições (este sinal cancela todos os limites de velocidade e restrições anteriores; no entanto, o limite de velocidade geral é aplicável)
283 Proibido parar ou andar na rodovia
286 Proibido estacionar (proíbe de sair do automóvel ou de parar na estrada por mais de 3 minutos, exceto para o embarque de passageiros, carga e descarga)
290.1 Zona de restrição de estacionamento
290.2 Fim da zona de restrição de estacionamento
291 Disco de estacionamento (permite estacionamento gratuito durante um tempo restrito mostrando a hora que o veículo foi estacionado)
301 [[Priority to the right|Direito da via até o próximo cruzamento
306 Via preferencial
307 Fim da via preferencial
308 Prioridade para essa via
310 Nome da cidade: Início do perímetro urbano (50 km/h limite de velocidade)
311 Limite de município: Fim do perímetro urbano
314 Local de Estacionamento
314.1 Início da área de estacionamento, estacionamento permitido apenas com o uso do disco ou ticket de estacionamento
314.2 Fim da área de estacionamento
315-55 Estacionamento sobre a calçada Para veículos de até 2.8 toneladas
316 Estacionamento para viajantes
317 Estacionamento para Caminhada
325.1 Área residencial:  Início da área urbana(5 km/h limite de velocidade, conhecida normalmente como velocidade de pedestre)
325.2 Fim da área residencial
327 Túnel
328 Bolsão de estacionamento
330.1 Autoban
330.2 Fim da Autoban
331.1 de tráfego rápido (Apenas para veículos motores acima de 60 km/h)
331.2 Fim da de tráfego rápido
332 Saída da rodovia em frente
332.1 Saída adiante
333 Saída da rodovia
332.1-20 Saída adiante
350-10 Faixa de pedestres
354 Proibido o transito de veículos que transportam líquidos poluentes/perigosos
356 Agente de trânsito para travessia de pedestres
357 Rua sem saída
358 Primeiros socorros
363 Delegacia de Policía
365-50 Telefone
365-51 Telefone de emergência
365-52 Local para abastecimento
365-53 Local para abastecimento com LPG
365-54 Local para abastecimento com CNG
365-55 Hotel en el autopista
365-56 Restaurante en el autopista
365-57 Quiosco en el autopista
365-58 Sanitários
365-59 Igreja estrada
365-61 Informação
365-62 Oficina
365-63 Passagem subterrânea para pedestres
365-65 Estación de carga para vehículos eléctricos
365-66 Estación de hidrógeno
365-67 Punto de paso autocaravana
365-68  Área de acampamento
385 Tablero de información local
386.1 Atração turistica
386.1-53  Sinalização de ponto turístico (Aqui: Se referindo à fronteira interna alemã)
386.3 Tablero de informacion turistica
390 Rodovia com pedágios para Veículos pesados
391 Rodovia com pedágios
392 Pare! - Aduana
393 Informação de fronteira aduana
394 Iluminação da rua sinal de alerta (iluminação não permanecerá acesa durante toda a noite)